# Edward William Lane

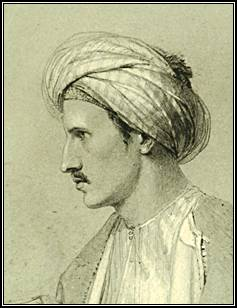
Edward William Lane

Edward William Lane, född 17 september 1801 i Hereford, död 10 augusti 1876, var en brittisk orientalist.
Lane skaffade sig under långvariga besök i Egypten en ingående kännedom om dess land, folk och språk. Efter sina två första besök, 1825-28 och 1833-35, utgav han Account of the manners and customs of the modern Egyptians (2 band, 1836) och en översättning av Tusen och en natt under titeln Arabian nights (1838-40), båda illustrerade av Lane själv. Efter sitt tredje besök, 1842-49, arbetade han fram till sin död på ett arabiskt lexikon, Arabic-English lexicon, varav 5 band utkom under hans levnad (1863-73). Tre band utgavs senare av hans systerson, numismatikern Stanley Lane-Poole.